# Giacinto-Boulos Marcuzzo
Giacinto-Boulos Marcuzzo (San Polo di Piave, Itália, 24 de abril de 1945) é um ministro católico romano italiano e bispo auxiliar emérito do Patriarcado Latino de Jerusalém.

## Vida pregressa
Marcuzzo foi aluno do Istituto Missionario San Pio X de Oderzo. Completou seus estudos em filosofia e teologia no Seminário Patriarcal Latino de Jerusalém em Beit Jala, e em 22 de junho de 1969 foi ordenado sacerdote. Além do italiano, fala francês, árabe, inglês, hebraico e alemão. Por um ano foi assistente de pároco em Beit Jala e professor no seminário. Em 1970, foi nomeado pároco assistente em Ramala, onde também se tornou vice-diretor do Al-Ahliya College e foi encarregado das vocações sacerdotais ao nível diocesano.
A partir de outubro de 1972, atuou como missionário do Patriarcado Latino de Jerusalém no Sudão do Sul. Até o final de 1977, ele serviu como pároco em Malakal  e como vice-reitor e depois reitor do Seminário diocesano menor em Malakal. Construiu uma nova igreja, a Catedral de Cristo Rei, e fundou novas comunidades e obteve um forte envolvimento social e experiência entre as tribos nilóticas.
De 1978 a 1980, o Patriarca Beltritti o enviou a Roma, onde fez especialização em teologia dogmática (Eclesiologia) na Pontifícia Universidade Lateranense e em teologia espiritual na Universidade Theresianum. Em 1980, obteve o segundo grau universitário (Licenza) e tornou-se professor de teologia dogmática e vice-reitor no Seminário Patriarcal Latino em Beit Jala. Em dezembro de 1981, tornou-se reitor do mesmo seminário. Obteve o doutorado pela Pontifícia Universidade Lateranense em 1986. No mesmo ano, Padre Marcuzzo foi cofundador do Programa Teológico de São Cirilo na Universidade de Belém e professor de Teologia e Literatura Árabe Cristã. Ele também foi cofundador do centro pastoral Emmaus e ativo em alguns outros centros culturais.

## Episcopado
Em 29 de abril de 1993, o Papa João Paulo II o nomeou Bispo Titular de Siminina e Bispo Auxiliar do Patriarcado Latino de Jerusalém. Foi consagrado bispo pelo Patriarca Michel Sabbah em 3 de julho do mesmo ano, na Basílica do Santo Sepulcro; os co-consagradores foram Hanna Kaldany, bispo auxiliar de Jerusalém, e Eugenio Ravignani, bispo de Vittorio Veneto. Em 29 de outubro de 1994, foi transferido para a sé titular de Emaús-Nicópolis. Tomou como lema episcopal "Solvens Parietem" ("Destruir o muro de divisão", Efésios 2.14).
Em setembro de 1994, o Bispo Marcuzzo foi nomeado Vigário Patriarcal Latino para Israel em Nazaré. Como bispo auxiliar, tornou-se membro da Conferência dos Bispos Latinos das Regiões Árabes (CELRA) e da Assembleia dos Bispos Católicos na Terra Santa (AOCTS); foi delegado episcopal da AOCTS para quatro setores especiais: Escritório de Escolas Católicas em Israel; Coordenação da pastoral intereclesial com os jovens (especialmente as Jornadas Mundiais da Juventude); Pastoral da Família (especialmente os Congressos internacionais); e trabalho pastoral com Pessoas Consagradas.
Foi membro do Secretariado Diocesano da Pastoral do Sínodo (1993-2000), da Comissão de Jerusalém para o Grande Jubileu 2000 e do Comitê Diocesano do Pensamento Teológico. Em 1994, foi nomeado copresidente da Subcomissão Jurídica entre a Santa Sé e o Estado de Israel, e em 1999 tornou-se membro da comissão bilateral de negociações para a aplicação do Acordo Fundamental. Em 1997-1999, esteve envolvido no Comitê de Peritos em preparação para o Primeiro Congresso dos Patriarcas e Bispos Católicos do Oriente Médio (maio de 1999). Entre 1999-2000, foi um dos organizadores oficiais da peregrinação do Papa João Paulo II na Terra Santa e, em 2009, da peregrinação do Papa Bento XVI. A partir de 2000, também foi membro do Conselho Internacional de Regentes da Universidade de Belém como representante do presidente da AOCTS.
A partir de maio de 2002, Bispo Marcuzzo foi nomeado pelo papa como consultor na Comissão Pontifícia para as Relações Religiosas com os Judeus, além de ser membro ativo de diferentes outros grupos inter-religiosos. Em 2003, ele se tornou professor de teologia dogmática no novo Programa Teológico para leigos no Campus Universitário Mar Elias em Ibillin (Galileia). Participou de muitos encontros teológicos, inter-religiosos e interculturais (especialmente orientalistas), tendo também representado o patriarcado e participado de cerimônias solenes de investidura dos Cavaleiros da Ordem do Santo Sepulcro. Em junho de 2008, o novo Patriarca Latino de Jerusalém, Fouad Twal, renovou a função de Vigário Geral para Israel a Monsenhor Marcuzzo.
Em julho de 2016, o Administrador Apostólico nomeado, Monsenhor Pierbattista Pizzaballa, renovou sua função de Vigário Geral Patriarcal para Israel. Em agosto de 2017, Monsenhor Giacinto-Boulos Marcuzzo foi nomeado Vigário Geral Patriarcal para Jerusalém e Palestina, e manteve quase todos os compromissos pastorais e culturais anteriores.

Ao completar seu 75º aniversário, apresentou sua renúncia canônica, a qual foi aceita pelo Papa Francisco em 29 de agosto de 2020. Ao mesmo tempo, Monsenhor Pizzaballa renovou a ele a responsabilidade de Vigário Geral Patriarcal; em novembro de 2020, Marcuzzo recebeu e acolheu oficialmente o novo Patriarca Latino de Jerusalém, Pierbattista Pizzaballa, que renovou a ele todas as suas funções anteriores. Em 1º de outubro de 2021, na nova organização das nomeações pastorais e administrativas em todos o Patriarcado, Dom Marcuzzo entrou em aposentadoria canônica e permaneceu na residência do patriarcado latino à disposição da Igreja de Jerusalém.